# Gerald Teschl

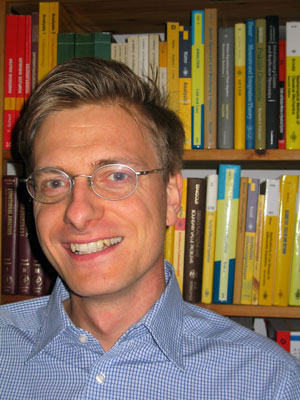
Gerald Teschl

Gerald Teschl (* 12. Mai 1970 in Graz) ist ein österreichischer Mathematiker und Universitätsprofessor an der Fakultät für Mathematik der Universität Wien.

## Leben
Gerald Teschl wurde am 12. Mai 1970 in Graz geboren, wo er auch an der Technischen Universität von 1988 bis 1993 Physik studierte und bei Wolfgang Bulla seine Diplomarbeit verfasste. Danach absolvierte er ein Doktoratsstudium der Mathematik an der University of Missouri – Columbia, wo er 1995 bei Fritz Gesztesy mit dem Thema Spectral Theory for Jacobi Operators promovierte. Nach wissenschaftlicher Tätigkeit an der Rheinisch-Westfälischen Technischen Hochschule Aachen (1996/97) und der Universität Wien habilitierte er im Mai 1998 an letzterer, wo er seither tätig ist und 2011 zum Universitätsprofessor berufen wurde.
Er ist mit der Mathematikerin Susanne Teschl verheiratet und hat zwei Söhne.

## Leistungen
Er befasst sich unter anderem mit direkter und inverser Spektraltheorie und deren Anwendung auf integrable Wellengleichungen (Solitonengleichungen).
Seine wichtigsten Beiträge sind auf den Gebieten der Sturm-Liouville-Theorie, Jacobi-Operatoren und dem Toda-Gitter. Er arbeitet auch auf dem Gebiet der Biomathematik, insbesondere der Atemgasanalyse, und hat gemeinsam mit seiner Frau ein erfolgreiches zweibändiges Lehrbuch Mathematik für Informatiker geschrieben.
Teschl gehört der Arbeitsgruppe Mathematische Physik und Partielle Differentialgleichungen an der Fakultät für Mathematik an.

## Auszeichnungen
Im Jahr 1997 gewann er den Ludwig-Boltzmann-Preis der Österreichischen Physikalischen Gesellschaft, 1999 den Förderungspreis der Österreichischen Mathematischen Gesellschaft und 2006 den START-Preis des FWF. Von 2011 bis 2019 gehörte er der Jungen Kurie der Österreichischen Akademie der Wissenschaften an.

## Schriften (Auswahl)
- Ordinary Differential Equations and Dynamical Systems, American Mathematical Society, Graduate Studies in Mathematics Bd. 140, 2012, ISBN 978-0-8218-8328-0 online bei univie.ac.at
- Mathematical Methods in Quantum Mechanics with Applications to Schrödinger Operators, American Mathematical Society, Graduate Studies in Mathematics Bd. 99, 2009, ISBN 978-0-8218-4660-5. online bei univie.ac.at
- mit Susanne Teschl: Mathematik für Informatiker, 2 Bände, Springer Verlag, Bd. 1 (Diskrete Mathematik und Lineare Algebra), 3. Auflage 2008, ISBN 978-3-540-77431-0, Bd. 2 (Analysis und Statistik), 2. Auflage 2007, ISBN 978-3-540-72451-3.
- mit Fritz Gesztesy, Helge Holden und Johanna Michor: Soliton Equations and their Algebro-Geometric Solutions, Bd. 2 (1+1 dimensional discrete models), Cambridge Studies in Advanced Mathematics Bd. 114, Cambridge University Press 2008, ISBN 978-0-521-75308-1.
- Jacobi Operators and Completely Integrable Nonlinear Lattices, American Mathematical Society, Mathematical Surveys and Monographs Bd. 72, 2000, ISBN 0-8218-1940-2. online bei univie.ac.at
- Almost Everything You Always Wanted to Know About the Toda Equation, Jahresbericht der Deutschen Mathematiker-Vereinigung, Bd. 103, 2001, S. 149–162.
- mit Julian King, Helin Koc, Karl Unterkofler, Pawel Mochalski, Alexander Kupferthaler, Susanne Teschl, Hartmann Hinterhuber, Anton Amann: Physiological modeling of isoprene dynamics in exhaled breath. In: J. Theoret. Biol.  267 (2010), S. 626–637. online bei arxiv.org